# Idiochlora timida
Idiochlora timida là một loài bướm đêm trong họ Geometridae.